# Hortophora porongurup
Hortophora porongurup es una especie de araña araneomorfa del género Hortophora, familia Araneidae. Fue descrita científicamente por Framenau & Castanheira en 2021.
Habita en Australia (Australia Occidental).